# O coroană de Crăciun
O coroană de Crăciun (titlu original: Crown for Christmas) este un film american de comedie din 2015 regizat de Alex Zamm.

## Distribuție
- Danica McKellar - Allie Evans[2]
- Rupert Penry-Jones - King Maximillian
- Ellie Botterill - Princess Theodora
- Cristian Bota - Carter
- Alexandra Evans - Countess Celia
- Pavel Douglas - Fergus
- Amy Marston - Miss Wick
- Colin McFarlane - Chancellor Riggs
- Emma Sutton - Mrs. Claiborne